# Ockhams Rasiermesser

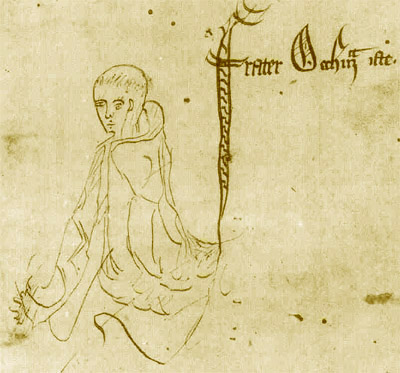
Wilhelm von Ockham. Skizze aus einem Summa-logicae-Manuskript von 1341 mit der Inschrift frater Occham iste

Ockhams Rasiermesser – auch Prinzip der Parsimonie, lex parsimoniae oder Sparsamkeitsprinzip – ist ein heuristisches Forschungsprinzip aus der Scholastik, das bei der Bildung von erklärenden Hypothesen und Theorien höchstmögliche Sparsamkeit gebietet. Das nach Wilhelm von Ockham (1288–1347) benannte Prinzip findet seine Anwendung in der Wissenschaftstheorie und der wissenschaftlichen Methodologie. Vereinfacht ausgedrückt besagt es:
1. Von mehreren möglichen hinreichenden Erklärungen für ein und denselben Sachverhalt ist die einfachste Theorie allen anderen vorzuziehen.
2. Eine Theorie ist einfach, wenn sie möglichst wenige Variablen und Hypothesen enthält und diese in logischen Beziehungen zueinander stehen, aus denen der zu erklärende Sachverhalt folgt.

Mit der ockhamschen Regel verbunden ist die Forderung, für jeden Untersuchungsgegenstand nur eine einzige hinreichende Erklärung anzuerkennen. Nach der heutigen wissenschaftlichen Praxis muss diese Erklärung nicht monokausal sein. Sie kann aus mehreren zusammenhängenden Sätzen bestehen. Die metaphorische Bezeichnung als Rasiermesser ergibt sich daraus, dass Elemente der Erklärungen eines Phänomens, die nicht notwendig sind, wie überstehendes Haar mit einem Rasiermesser einfach und auf einmal entfernt werden können.
Der praktische Vorteil, dieses Prinzip bei der Aufstellung von Theorien zu befolgen, besteht darin, dass Theorien mit wenigen und einfachen Annahmen leichter falsifizierbar sind als solche mit vielen und komplizierten Annahmen. Ockhams Rasiermesser ist aber nur eines von mehreren Kriterien für die Qualität von Theorien. Mit ihm lässt sich kein Urteil über die Gültigkeit von Erklärungsmodellen fällen, wohl aber lassen sich unnötige Annahmen aussondern. Ein moderner reduktionistischer Ansatz ist das KISS-Prinzip. Eine Ausfaltung des wissenschaftlichen Sparsamkeitsprinzips ist in der Mathematik das Permanenzprinzip.

## Historische Formulierung und Bezeichnungen
Die bekannteste Formulierung des ockhamschen Prinzips stammt von dem Philosophen Johannes Clauberg (1622–1665). Er schrieb 1654: “Entia non sunt multiplicanda praeter necessitatem [oder: sine necessitate]” (deutsch: „Wesenheiten dürfen nicht über das Notwendige hinaus vermehrt werden.“) In der Form “non sunt multiplicanda entia sine necessitate” findet sich der Satz schon 1639 beim Scotisten Johannes Poncius, der ihn als scholastische Maxime zitiert.
Die Bezeichnung Occam’s Razor für dieses Sparsamkeitsprinzip taucht erst im 19. Jahrhundert beim britischen Philosophen Sir William Hamilton auf und erlangte in der von John Stuart Mill geführten Diskussion um dessen Wissenschaftstheorie Verbreitung. Wilhelm von Ockham hat das Prinzip zwar nie explizit formuliert, es aber implizit in seinen Schriften angewendet. So forderte er: „Nichts darf man ohne eigene Begründung annehmen, es sei denn es sei evident oder aufgrund von Erfahrung gewusst oder durch die Autorität der Heiligen Schrift gesichert.“ (In I. Sent d 30, q 1)
Außer Occam’s Razor ist im Englischen auch die Wendung law of parsimony verbreitet. Die lateinische Bezeichnung lautet novacula Occami, das traditionelle deutsche Ockhams Skalpell. Im Französischen findet sich 1746 bei Étienne Bonnot de Condillac die Formulierung rasoir des nominaux.

## Geschichte
Die Idee, die einfachste Erklärung zu bevorzugen, reicht zurück bis zu Aristoteles. Meist wurde sie damit begründet, dass die Natur immer den einfachsten Weg wähle. Ockham lehnte diese Begründung allerdings ab, da sie die Allmacht Gottes limitiere. Eine solche Beschränkung des göttlichen Willens akzeptiert er nicht. Ockham zufolge könnte Gott genauso gut den kompliziertesten Weg wählen. Nicht die Natur selbst, wohl aber Theorien sollen dem Sparsamkeitsprinzip genügen. In der Theorienkonstruktion sollen überflüssige Elemente eliminiert und die einfachere von zwei möglichen Theorien, die beide dasselbe Phänomen erklären können, gewählt werden. Bei Ockham wird also ein ursprünglich ontologisches Gesetz zu einer praktischen Regel für die Erkenntnistheorie.

## Moderne Interpretation
In der modernen Wissenschaftstheorie gibt es verschiedene Neuinterpretationen von „Ockhams Rasiermesser“, die dieses Prinzip als rationale Forschungsmaxime rechtfertigen sollen. So wurde unter anderem Einfachheit mit einem höheren Bestätigungsgrad oder mit der besten Erklärung in Verbindung gebracht. Auch eine höhere A-priori-Wahrscheinlichkeit innerhalb des bayesschen Wahrscheinlichkeitsbegriffes begründet die Bevorzugung einfacherer Theorien. Zudem gelte: Je mehr unabhängige Annahmen zur Voraussetzung der Erklärung angenommen werden, desto höher ist die Wahrscheinlichkeit, dass eine davon falsch sein könnte. Gegen solche Rechtfertigungen wird eingewandt, dass sie zirkulär werden, wenn sie über kein unabhängiges Kriterium für die Einfachheit von Theorien verfügen. Zudem sei es aufgrund des Induktionsproblems nicht möglich, eine von mehreren Theorien, die gleichermaßen mit allen gegebenen Fakten vereinbar sind, als wahr oder wahrscheinlicher auszuzeichnen, unabhängig davon, wie komplex sie ist.
Gegenwärtige Begründungen, die die Zirkularität und das Induktionsproblem vermeiden wollen, deuten Ockhams Prinzip daher als „Suchstrategie“ oder Heuristik: Indem das Prinzip zur Auswahl zwischen verschiedenen, mit den Daten verträglichen Erklärungen wiederholt angewendet wird, soll eine Annäherung an eine wahre allgemeine Theorie erfolgen. Darüber hinaus sei Ockhams Rasiermesser robust, insofern einzelne Abweichungen von der Regel trotzdem zur Konvergenz gegen die wahre Theorie führen, wenn man nach einer erfolgten Verletzung zur ockhamschen Regel zurückkehrt. Diese Robustheit ist von Bedeutung, da die Regel in der Wissenschaftspraxis offenbar nicht strikt angewendet wird und auch im Einzelfall selten eindeutig bestimmt ist, was unter „einfach“ zu verstehen ist. Allerdings kann auch gezeigt werden, dass die strikte Anwendung von Ockhams Rasiermesser unter allen alternativen Regeln, welche ebenfalls zur Konvergenz gegen die wahre Theorie führen würden, dadurch ausgezeichnet ist, dass sie die effizienteste Regel darstellt.
Eine andere nichtzirkuläre Rechtfertigung des ockhamschen Prinzips beruht auf der Beobachtung, dass bei Unkenntnis der korrekten Theorie selbst mit falschen Theorien Prognosen mit einer hohen Trefferwahrscheinlichkeit gemacht werden können, und dass dabei die Komplexität der zur Prognose ausgewählten Theorie bei der Genauigkeit der Voraussagen eine Rolle spielt. Die Verwendung einfacher Modelle bei Vorhandensein von statistischem Rauschen in den Daten kann sogar zu genaueren Voraussagen führen.
Zuletzt entspricht die Maxime der Motivation reduktionistischer Ansätze in der Wissenschaft: Die Vielfalt der Erscheinungen soll aus einer möglichst kleinen Zahl von Grundannahmen und Prinzipien abgeleitet und in diesem Sinne erklärt werden. Eine Rechtfertigung für das ockhamsche Prinzip ist mit einer Rechtfertigung für einen Großteil der wissenschaftlichen Aktivitäten der letzten Jahrhunderte, insbesondere mit dem Bemühen um eine Einheitswissenschaft, streng verknüpft.

## Prinzip der Sparsamkeit statt Prinzip der Vielfalt
Walter Chatton, ein Zeitgenosse Wilhelms von Ockham, vertrat eine Gegenposition zu Ockhams Sparsamkeitsprinzip: „Wenn drei Dinge nicht genug sind, um eine klare Aussage über etwas zu treffen, muss ein viertes hinzugefügt werden, und so weiter.“ Obwohl verschiedene andere Philosophen in dieser Zeit ähnliche „Gegenprinzipien“ formuliert haben, änderte dies nichts an der Bedeutung des ontologischen Sparsamkeitsprinzips.
Gottfried Wilhelm Leibniz (1646–1716) formulierte ein Prinzip der Vielfalt: Nach Leibniz leben wir gerade deshalb in der besten aller möglichen Welten, weil diese die größtmögliche Vielfalt an Leben hervorbringt, und nicht, weil diese möglichst frei von Übel, Sünde und Leid wäre; es handelt sich also um ein Prinzip des Optimums an Vollständigkeit (siehe auch Theodizee). Für Definitionen und Erklärungen vertrat Leibniz aber dennoch die Ansicht, dass die einfachste Erklärung die beste sei.
Immanuel Kant (1724–1804) formulierte ein Prinzip, nach dem die Vielfalt der natürlichen Arten voreilig durch eine reduktionistische Erklärung vermindert werden solle (Immanuel Kant: AA III, 428–441), erkannte aber zugleich den Versuch einer solchen Reduktion durch den focus imaginarius der Vernunftideen als Interesse der Vernunft an (s. Transzendentale Dialektik). Karl Menger (1902–1985) bezeichnete Mathematiker als zu geizig im Umgang mit Variablen und formulierte sein Gesetz gegen die Armseligkeit in zwei Varianten: “Thus what is needed is a counterpart to the Law of Parsimony – so to speak, a Law against Miserliness – stipulating that entities must not be reduced to the point of inadequacy and, more generally, that it is vain to try to do with fewer what requires more.” (Karl Menger, deutsch: „Entitäten dürfen nicht bis zur Unangemessenheit reduziert werden [und] es ist sinnlos mit weniger zu tun, was mehr erfordert.“)
Tatsächlich kann Ockhams Rasiermesser erst dann angesetzt werden, wenn mehrere Theorien vorhanden sind, die die gewünschte Erklärung in gleicher Tiefe liefern können. Eine komplexe Theorie, die den Gegenstand besser erklärt, kann daher einer einfachen Theorie vorgezogen werden. So ist die Relativitätstheorie komplizierter als die klassische Mechanik, da sie verschiedene Kräfte in komplexen mathematischen Beziehungen betrachtet, sie kann aber zusätzlich einen größeren Bereich an Phänomenen erklären.
Eine der Anwendungen des Vielfaltprinzips war das ptolemäische Weltbild: Je genauer die astronomischen Beobachtungsdaten wurden, desto deutlicher wichen Sterne und Planeten von den vorhergesagten Positionen ab. Um die Abweichungen, scheinbaren Rückläufe und anderes mit der klassischen Metaphysik des Aristoteles, die die Kirche zur verbindlichen Lehrmeinung gemacht hatte, erklären zu können, mussten ständig weitere Epizyklen in das Modell aufgenommen werden. Danach lag die Erde im Zentrum konzentrischer Himmelssphären, auf denen sich die Himmelskörper bewegten. Das Weltbild des Nikolaus Kopernikus stellt einen Versuch dar, diese Epizyklen zu eliminieren und die Planetenbewegungen gleichmäßiger zu modellieren. Dafür legt er die Himmelssphären um die Sonne, ordnet die Planeten neu und reiht die Erde in die Ordnung der Planeten ein. Kopernikus musste damit nicht mehr nach Gründen für die Epizykel suchen. Zunächst stimmte dieses Modell jedoch schlechter mit den Beobachtungsdaten überein als die durch Tycho Brahe entwickelte Verbesserung des geozentrischen Weltbilds. Vergleichbare Übereinstimmung brachte die Ersetzung der Kreisbahnen durch Ellipsen in Keplers Gesetzen. Aber erst mit der Einführung der Gravitation als Konstrukt durch Isaac Newton konnte das heliozentrische Weltbild beanspruchen, die einfachere Theorie zu sein, denn Keplers Gesetze konnten nun aus den allgemeinen physikalischen Gesetzen hergeleitet werden, die Galileo Galilei aufgestellt und experimentell bestätigt hatte. Das geozentrische Weltbild beschrieb zwar die Positionen der Sterne und Planeten ebenso exakt, konnte aber die von ihm postulierten Bewegungen der Himmelskörper nur schwer physikalisch oder metaphysisch begründen.